# Бенбальбін
Бенбальбін (ірл. Binn Ghulbain),  іноді також Бенбальбен або Бен Бальбен — велика скеляста формація нунатак  із плоскою вершиною в графстві Слайго, Ірландія. Вона є частиною гірського масиву Дартрі, у місцевості, яку іноді називають «Графство Єйтса»  .
Бенбалбін є охоронюваною територією, визначеною Радою графства Слайго як геологічна зона графства .

## Етимологія
«Benbulbin», «Benbulben» і «Ben Bulben» — усі англіфікації ірландської назви «Binn Ghulbain». «Binn» означає «вершина» або «гора»; «ghulbain» може означати дзьоб або щелепу, або може стосуватися Коналла Гулбана (Conall Gulban), сина Ніла з Дев’яти Заручників, який був пов’язаний з горою  .

## Геологія

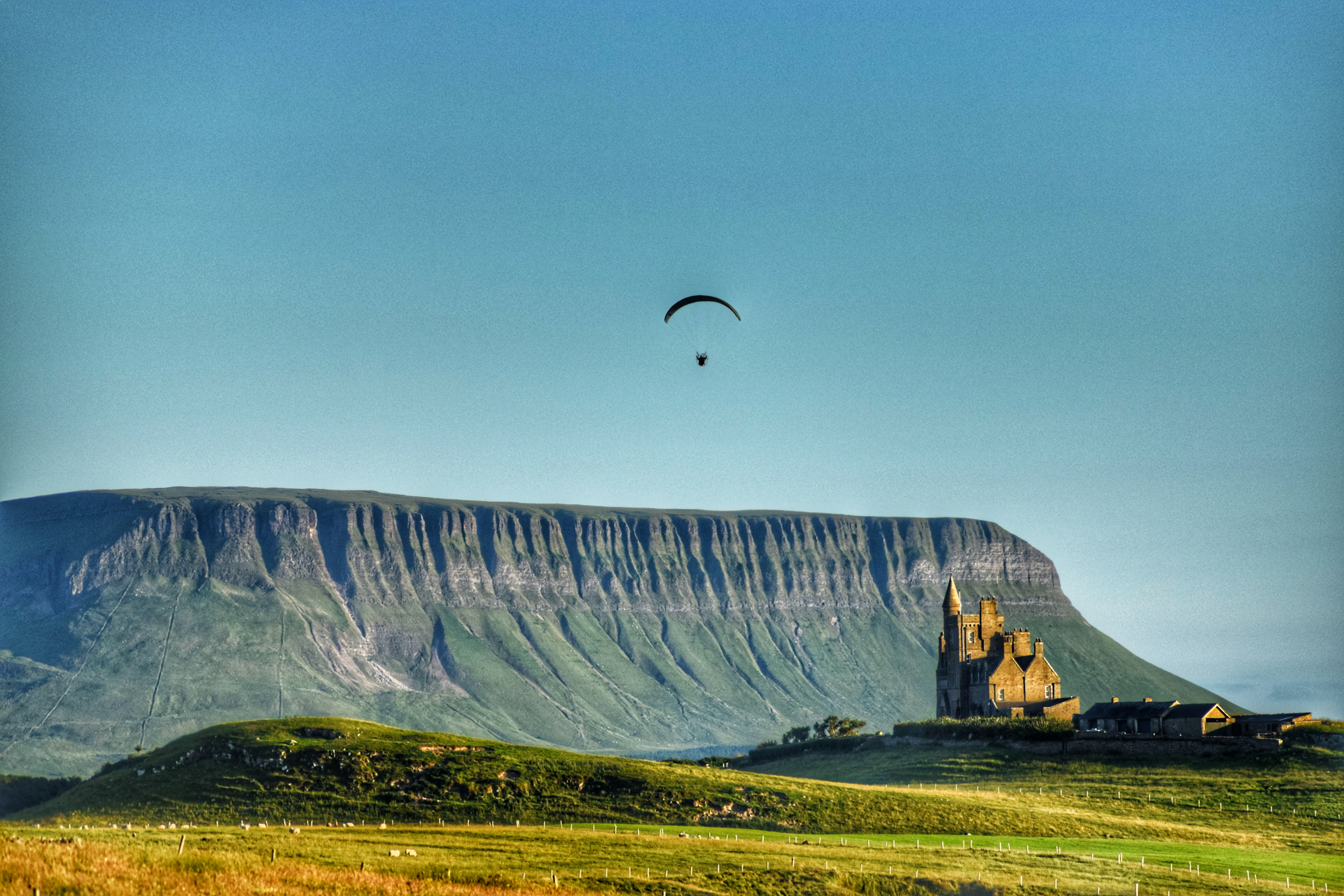
Бенбалбін із Малламор Хеад із замком Класібаун на передньому плані

### Формування
Бенбальбін сформувався в льодовиковий період, коли Ірландія була під льодовиками. Спочатку це було велике плато. Льодовики, що рухалися з північного сходу на південний захід, сформували його в теперішню чітку формацію  .

### Скельна композиція
Бенбальбін і гори Дартрі в цілому складаються з вапняків зверху над аргілітами. Ці породи утворилися в цьому районі приблизно 345-330 мільйонів років тому на візейському етапі кам'яновугільного періоду. Середовищем було мілке море. Найвищий у шарі вапняку знаходиться більш товстий, твердіший вапняк, який називається вапнякова формація Дартрі  . Нижче розташована більш тонка перехідна вапнякова формація – вапнякова формація Гленкар. Далі вниз нижні схили складаються з глинистого аргіліту, відомого як сланцева формація Бенбальбен . Біля основи знаходяться осипні відкладення  .
Скам'янілості існують у всіх шарах гір. Усі шари мають багато скам’янілих морських раковин. Сланцевий шар також містить деякі корали .
Барит видобували в Гленкарбі поблизу Бенбалбіна на хребті Дартрі між 1894 і 1979 роками .

## Скелелазіння

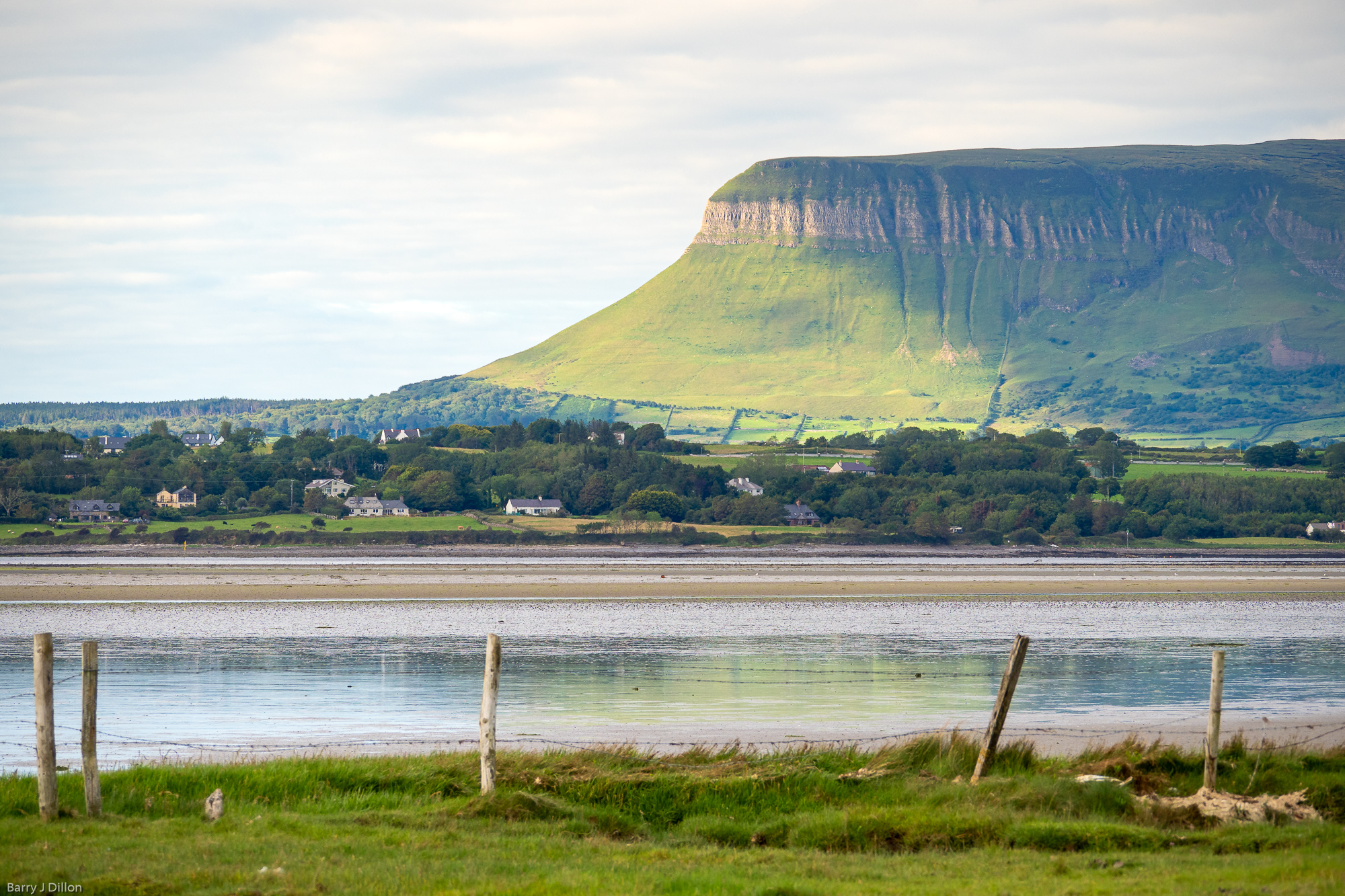
Бенбальбін через затоку Слайго

Бенбульбін – популярне місце для прогулянок   . Якщо підійматися по північній стіні, це небезпечно. Ця сторона несе основний тягар сильних вітрів і штормів, які надходять з Атлантичного океану. Однак, якщо підійти з південного боку, маршрут легко пройти, оскільки ця сторона має дуже пологий схил. З вершини відкривається вид на прибережну рівнину північного графства Слайго та Атлантичний океан . Земля, що прилягає до західного краю хребта, є приватною сільськогосподарською землею та недоступна для широкої громадськості. Однак біля водоспаду Гленкар є асфальтована стежка вгору по південній стороні на схід біля кордону графства Лейтрім.

## Прогулянки
Одним із маршрутів, що пролягають уздовж гори Бенбальбін, є петля Гортаровей (Gortarowey Looped Walk), яка пролягає як через ліс, так і на відкритій місцевості, звідки відкривається вид на Бенбалбін і затоку Донегол. Цей маршрут 5,5 км завдовжки і займає приблизно 1,5 години ходьби .

## Флора і фауна
У Бенбальбіні росте безліч рослин, у тому числі деякі, які більше ніде в Ірландії не зустрічаються. Багато з них є арктично-альпійськими видами завдяки висоті гори, яка забезпечує нижчу температуру на висоті, ніж на навколишній місцевості. Вважається, що ці рослини еволюціонували та утвердилися відразу після того, як льодовики, які утворили Бенбальбін, відступили. У 2012 році дослідження показало, що бахромчаста піщанка, яка росте на Бенбальбіні (більше ніде в країні не зустрічається), справді існує з останнього льодовикового періоду; вважається, що ендемічні рослини мають сукупний вік близько 100 000 років. Це відкриття знову відкриває дискусію про те, чи екологія Ірландії, як ми її знаємо сьогодні, передує Льодовиковому періоду . Інша відомі представники флори, знайдені на Бенбульбіні, включають альпійський ломикамен, Гусимка spp. , Рутвиця альпійська, Hyacinthoides non-scripta, Meconopsis spp. , Тонконіг альпійський, Багаторядник списовидний, Верба трав'яна.
Тут можна зустріти дикого борсука, зайця та лисицю руду . У формації також мешкає популяція клушиць — птахів, схожих на ворон, граків та інших вранових, хоча з яскраво-червоними дзьобами.

## В історії Ірландії

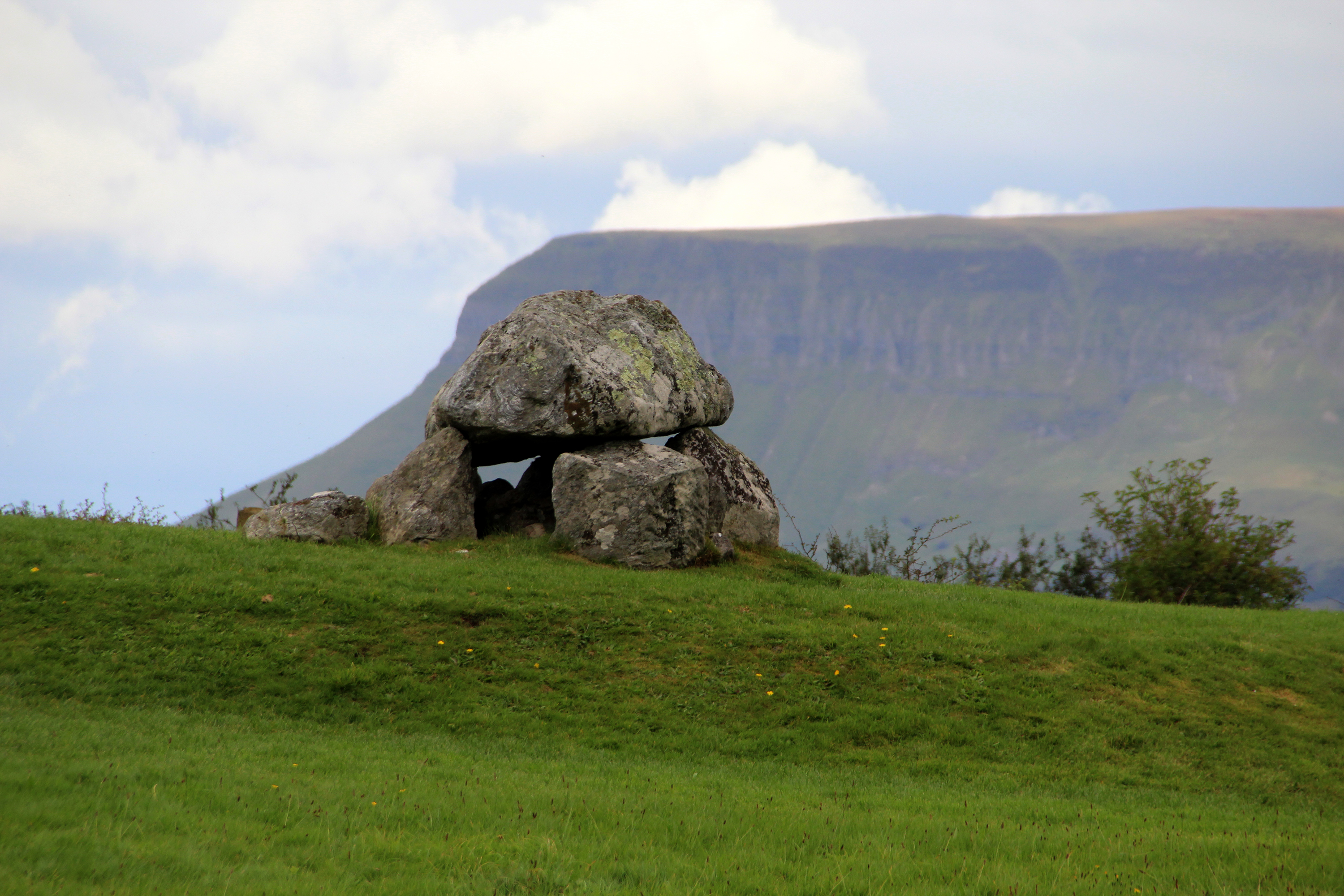
Одна з гробниць Карроумор і Бенбульбін

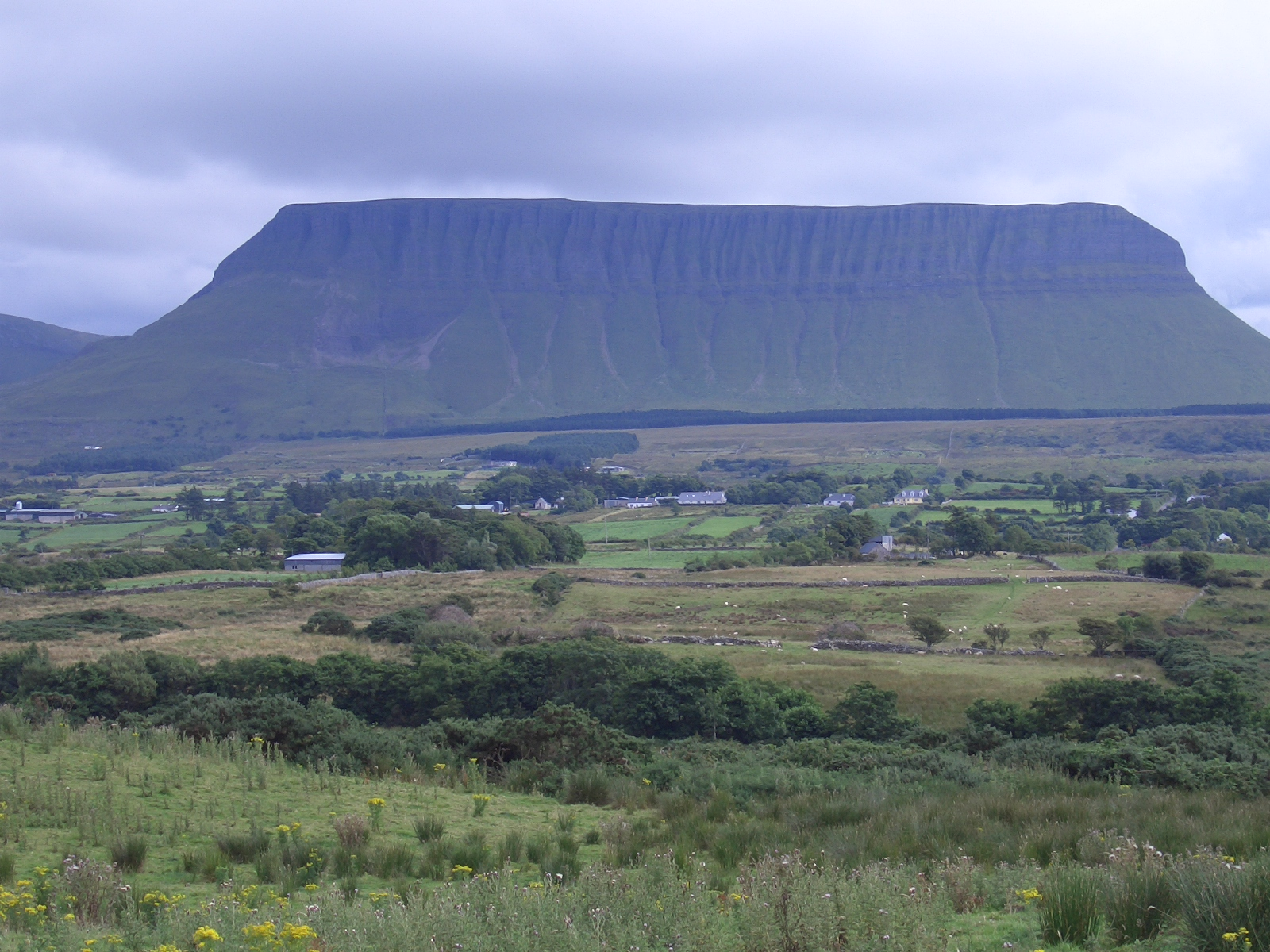
Північна сторона

### Ірландські легенди
Бенбальбін є місцем дії кількох ірландських легенд. Кажуть, що це одне з мисливських угідь феніїв, групи воїнів, які, як кажуть, жили в 3 столітті. Одним із прикладів є історія The Pursuit of Diarmuid and Grainne , у якій воїн Diarmuid Ua Duibhne (Diarmuid) обманутий Фінном Мак Камгайлом (Фін МакКул), вступає у бій із зачарованим кабаном, який пізніше вбиває воїна, проколюючи його серце бивнем. Кажуть, що МакКул знайшов у цьому місці свого давно втраченого сина Ойсіна. Кажуть, що гора є місцем спочинку Діармуїда та Грейнне. Крім того, у VI столітті святий Колумба вів битву на рівнині нижче Бенбальбіна біля Кул Дреймне (Куладрумман) за право копіювати Псалтир, який він запозичив у святого Фініана .

### Новітня історія
У 1970-х і 1980-х роках Шинн Фейн брав участь у рекламній кампанії навколо теми «Брити геть з Ірландії» ('Brits out of Ireland'). Дороги та стіни по всій Ірландії були позначені цими гаслами, як і Бенбалбін у 1977 році. Спочатку був маркований гаслом «Brits Out» (180 футів завширшки та 25 футів заввишки), а потім гаслом «H-Block».
Бенбалбін виходить на село Малламор, місце вбивства лорда Маунтбеттена в 1979 році  .
Як зазначено вище, Бенбалбін є охоронюваною територією, визначеною Радою графства Слайго, як геологічна зона графства. Однак у травні 2018 року учасники кампанії «Голосуйте проти» ('Vote No') (8-ма поправка) встановили великий знак «НІ» ("NO"), що серйозно вплинуло на мальовничий вигляд. Рада графства Слайго відповіла в соціальних мережах такою заявою : «Оскільки земля, на якій розміщено напис, є загальною, Рада графства Слайго не має жодної ролі в цьому питанні ». Наступного дня табличку зняли .

## Відомі люди
Спортсменка Мері Каллен родом із сусіднього Драмкліффа . Енді «Бик» МакШеррі, який брав участь у відомій 17-річній суперечці щодо дозволу на доступ до своєї землі, живе поблизу Бенбалбіна .

## В літературі
Бенбальбін займає важливе місце в поезії В. Б. Єйтса, на честь якого місцевість названо Графство Єйтса . Графство Слайго вважається невід’ємною частиною творчості поета.  Гора – один із пунктів «паспортного шляху» (the Passport Trail) життя поета .
У «Кельтських сутінках» Єйтс написав наступне:
| “ | But for Ben Bulben and Knocknarea, Many a poor sailor'd be cast away. | ” |
|   |                                                                       |   |

Гора також згадується в творі Єйтса «Про політичного в’язня», де він згадує, як графиня Маркевич проїжджала повз неї на політичні збори .
Знаменитий вірш Єйтса «Під Беном Бальбеном» є, по суті, описом Графства Єйтса. У ньому описуються пам'ятки, які він бачив у Графстві Єйтса. Нижче наведено уривок із Under Ben Bulben:
| “                             | Under bare Ben Bulben's head In Drumcliff churchyard Yeats is laid. An ancestor was rector there Long years ago, a church stands near, By the road an ancient cross. No marble, no conventional phrase; On limestone quarried near the spot By his command these words are cut: Cast a cold eye On life, on death. Horseman, pass by! | ” |
| —Under Ben Bulben, W.B. Yeats | |   |

Це був останній вірш Єйтса, опублікований в The Irish Times . Він похований на цвинтарі Драмкліффа, в тіні Бенбалбіна   .

## Галерея

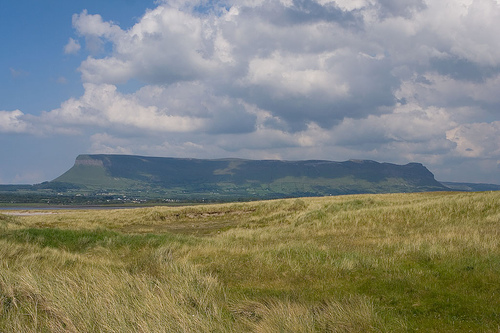
З півдня.
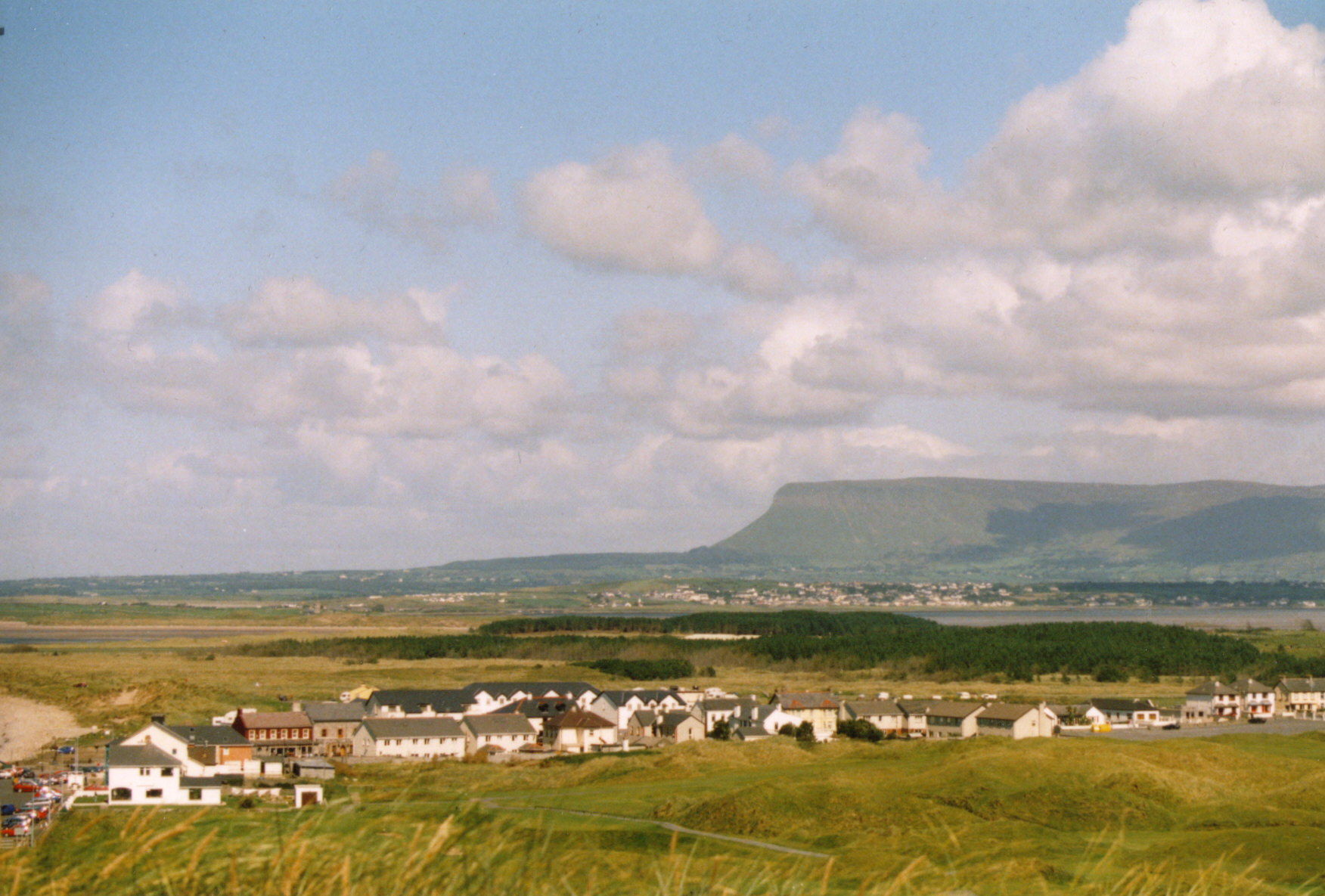
Східний вид
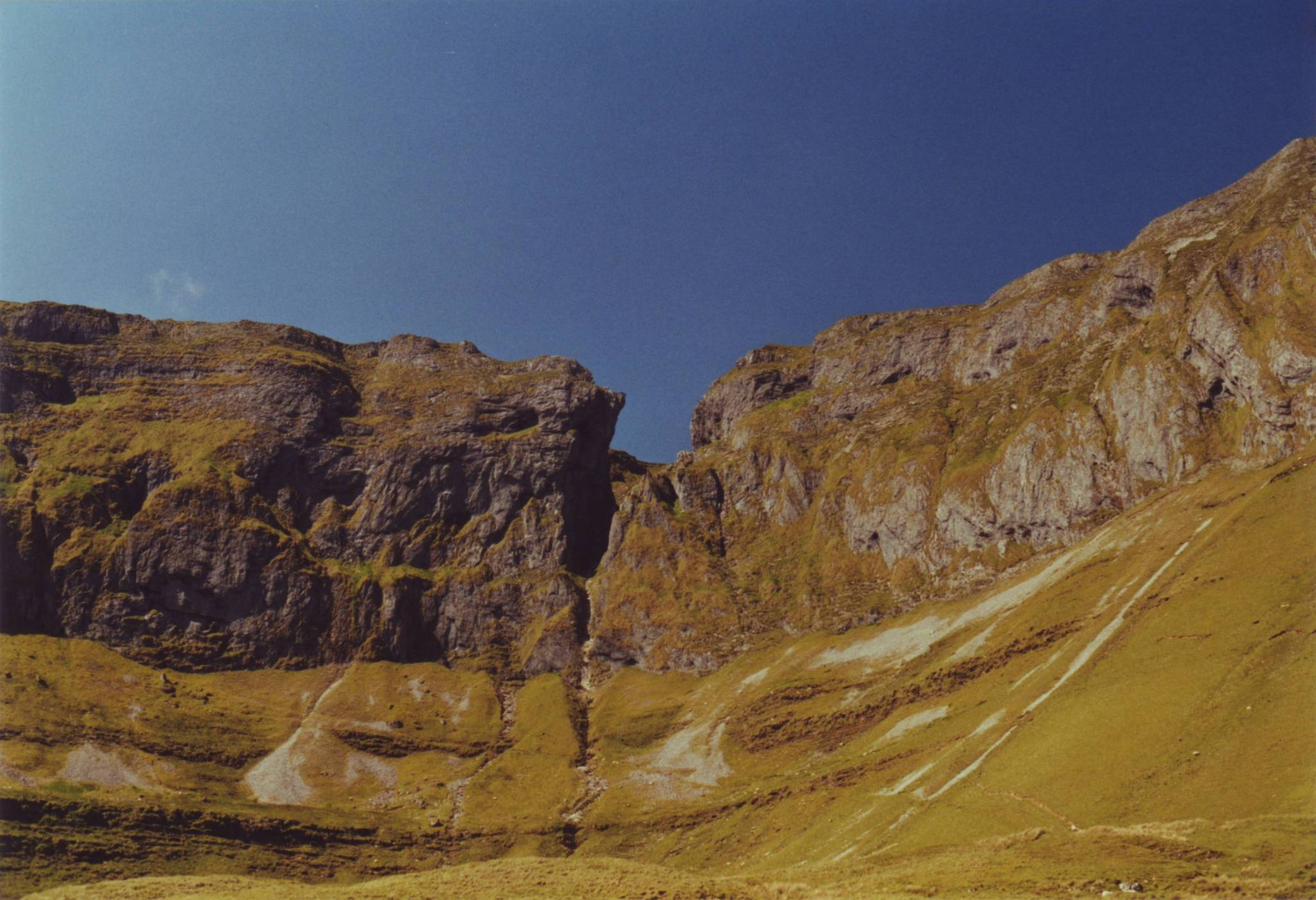
Задня частина Бенбальбіна, як видно з «Підкови Гленіфа».

### Єйтс
- Есе про Бенбульбіна в поезії Єйтса
- Другий сайт із детальним описом Бенбульбіна в поезії Єйтса